# Perspetiva hierárquica

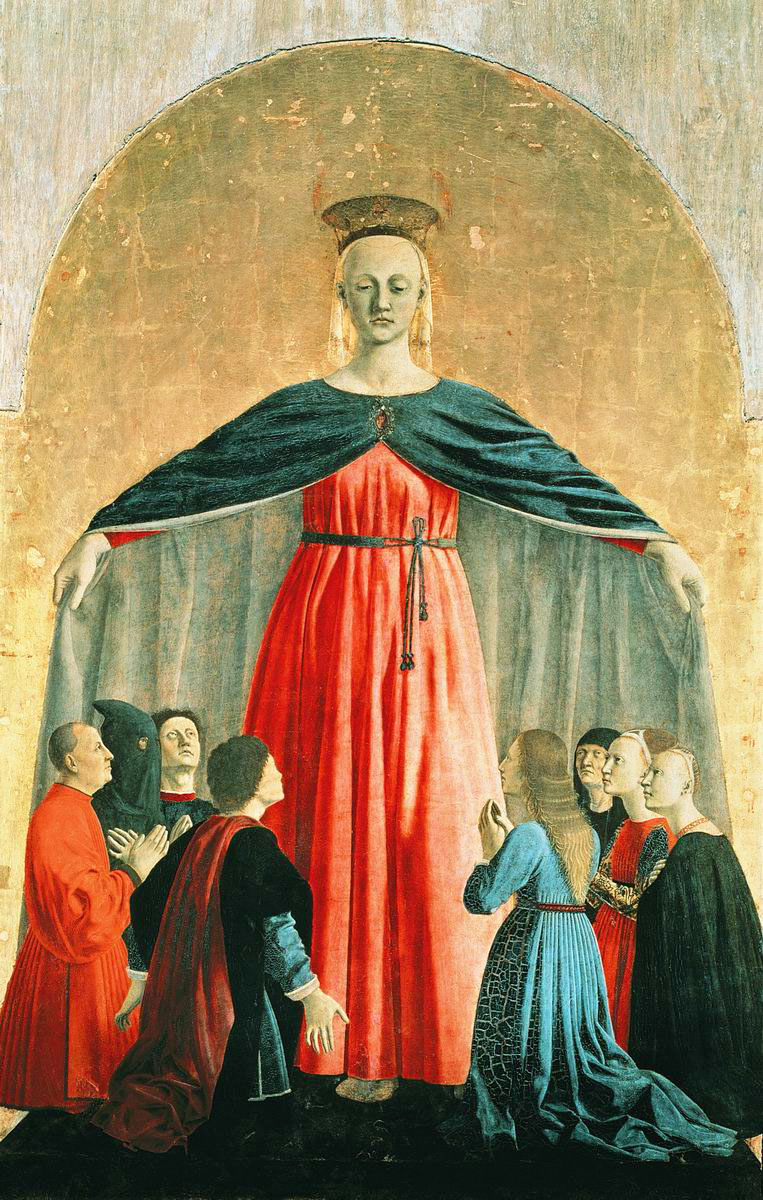
Representação desproporcional (personagens do primeiro plano mais pequenas que a figura em fundo) por Piero della Francesca (Virgem da Misericórdia, Sansepolcro).

A perspetiva hierárquica (por vezes dita «simbólica» embora toda a representação em perspetiva passe pela simbolização) é a representação da perspetiva gráfica na qual as personagens têm uma dimensão que varia consoante a sua importância.
É sobretudo usada na pintura do Antigo Egito, da Idade Média e bizantina, tendo sido progressivamente abandonada na Renascença (desde os primitivos italianos) onde, já por influência do Humanismo, as personagens passaram a adotar um tamanho apenas relacionado com a profundidade da perspetiva da escola ocidental sobre o ponto de vista, dita monofocal centrada.
Vários pintores foram mestres da teoria da nova perspetiva (como Piero della Francesca) e continuaram a praticá-la em obras estilizadas conforme se usava na época medieval.
O uso de figuras de dimensão relativa à sua posição hierárquica não deve ser confundido com a ausência de conhecimentos técnicos e artísticos que se observa na arte naïf ou na arte infantil.

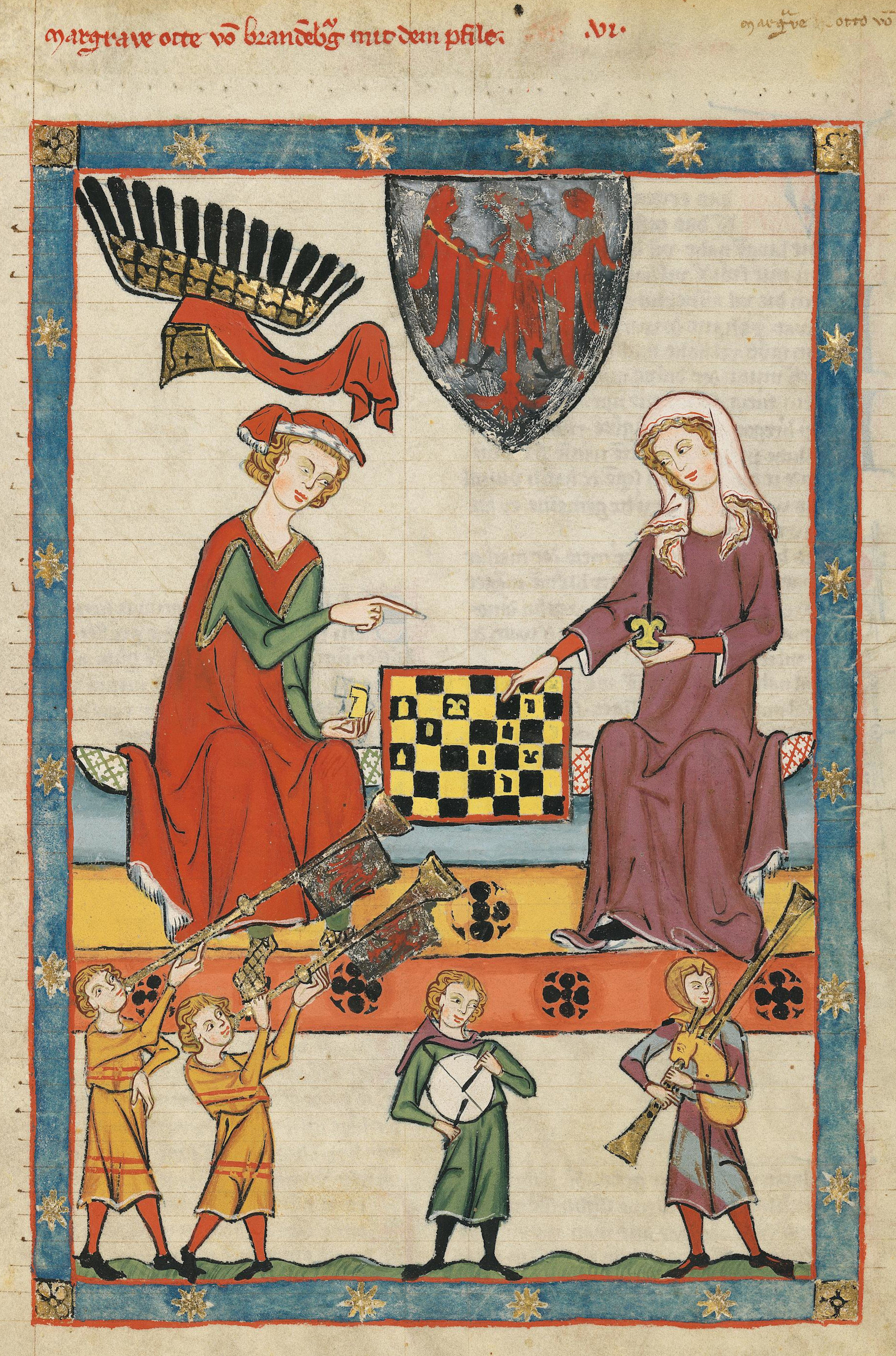
Ilustração do Codex Manesse (séc. XIV)
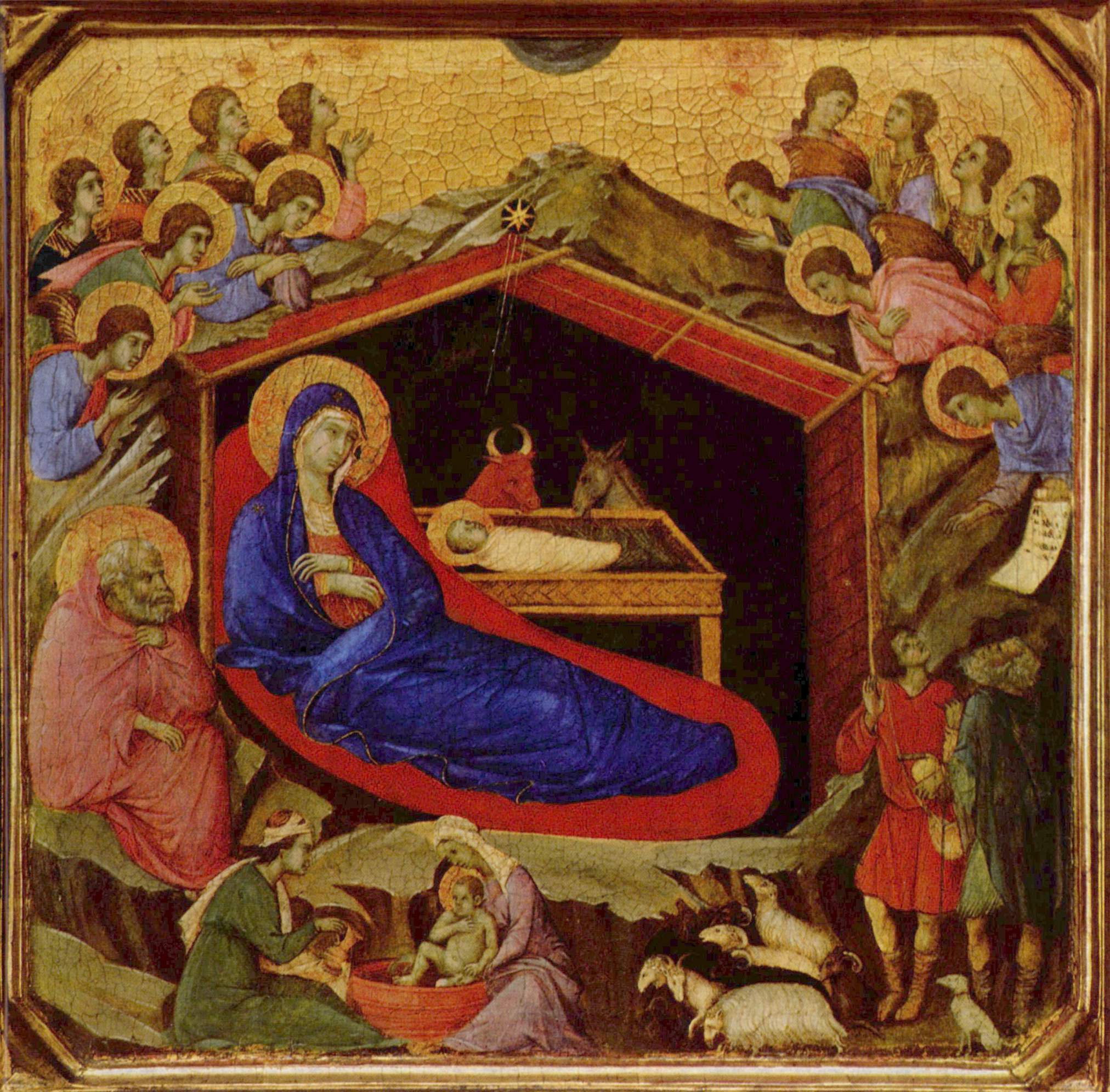
Proporção hierárquica entre os personagens de uma natividade, de Duccio di Buoninsegna